# Only the poets
Only the Poets (skrót: OTP) – brytyjski zespół tworzący muzykę indie-pop, utworzony w 2017 roku.

## Członkowie
Wokalista i gitarzysta Tommy Longhurst przed Only the Poets był artystą solowym i zainspirował się zespołami, które widział na festiwalach w Reading i Leeds, aby założyć własny zespół. Andrew „Andy/Roo” Burge był basistą innego zespołu, z którym Longhurst związał się po jego rozpadzie.
Longhurst i Burge pracowali z wieloma gitarzystami i perkusistami, dopóki nie znaleźli Marcusa Yatesa i Jarreda Philipsa z zespołu Pixel Fix dzięki ich wspólnemu menedżerowi – Samowi Jacksonowi. Philips później odszedł, a jego rolę przejął Clem Cherry, inny były członek Pixel Fix.

## Kariera
Only the Poets opublikowali swój debiutancki singiel „Ceasefire” 20 lutego 2017. W następnej kolejności ukazały się single „Emotional”, „Dead Young” i „Stolen Bikes”. W 2018 zagrali swoje pierwsze koncerty na żywo. Byli także supportem brytyjskiego zespołu Coasts. W 2021 roku zespół wydał debiutancką EP-kę Speak Out, dzięki której szerzyli świadomość na temat zdrowia psychicznego.
W 2022 roku Only the Poets stanowili support Louisa Tomlinsona podczas brytyjskiej i europejskiej części trasy koncertowej Louis Tomlinson World Tour. Zespół zapewnił sobie tę pozycję w 2020 roku zanim latem i jesienią 2022 roku wyruszyli we własną trasę koncertową. Wydali również swoją drugą EP-kę Our Time.
W 2023 zespół odbył własną europejską trasę koncertową Feels Like Home. Mieli możliwość suportowania Lewisa Capaldiego i Bastille. Występowali na festiwalach, takich jak Lollapalooza w Paryżu i festiwalu w Reading. OTP mieli pokazać się także na FEST Festiwalu. Po odwołaniu całego wydarzenia zorganizowali w Katowicach koncert Fest Poeci na własną rękę. W tym samym roku podpisali kontrakt z wytwórnią Virgin EMI Records. Ich pierwszym singlem wydanym z EMI było „Even Hell”, który Longhurst opisał jako „nasz list miłosny do muzyki”. Only the Poets promowali kolejny singiel „Jump!” koncertem-niespodzianką.

## Dyskografia

### Albumy
- Demos. (2021)

### EP-ki
- Speak Out (2020)
- Our Time (2022)
- 2023 (2023)
- One More Night (2024)

### Single
- „Ceasefire” (2017)
- „Emotional” (2017)
- „Dead Young” (2018)
- „Stolen Bikes” (2019)
- „You Can Do Magic” (2019)
- „Waking in the Dark” (2020)
- „Even Hell” (2023)
- „Jump!” (2023)
- „Crash” (2023)
- „Over & Over” (2023)
- „Looking At You” (2023)
- „Every God I Pray To” (2023)
- „One More Night” (2024)

## Trasy Koncertowe

### Headline
- Summer Tour / Forget Your Name Tour (2022)
- Our Time Tour (2022)
- Feels Like Home Tour (2023)
- Homecoming UK (2023)
- One More Night Tour (2024)
- Holding onto Memories Tour (2025)

### Support
- Louis Tomlinson – Louis Tomlinson World Tour (2020, 2022)
- Lewis Capaldi – Broken by Desire to Be Heavenly Sent Tour (13-28.02., 14-15.03.2023)
- Bastille – Bad Blood X Tour (07.07.2023)
- Yungblud (9-13.06.2024)